# Kokava nad Rimavicou

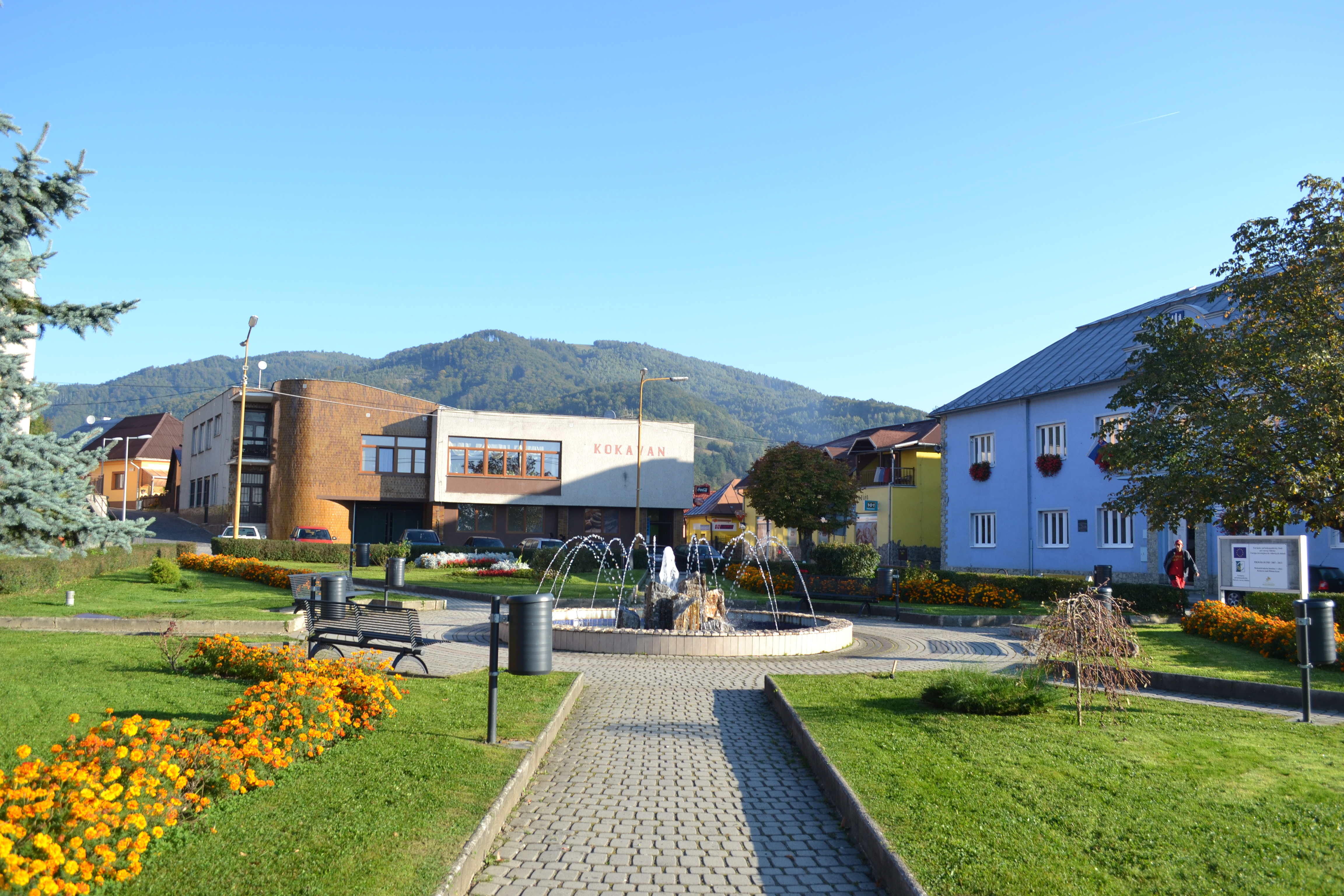
1. Mai-Platz in Kokava nad Rimavicou

Kokava nad Rimavicou (bis 1927 slowakisch nur „Kokava“; deutsch Kochseifen, ungarisch Rimakokova – bis 1902 Kokova) ist eine Gemeinde in der Mittelslowakei. Sie liegt im Bergland Stolické vrchy, das ein Teil des Slowakischen Erzgebirges ist, im Tal des Flusses Rimavica. Größere Orte/Städte in der Umgebung sind Hnúšťa (14 km nach Osten), Poltár (15 km nach Süden) und Hriňová (30 km nach Westen).

## Geschichte
Die erste schriftliche Erwähnung als Kochou als Ort mit Kirche und Mühle erfolgte 1279. Damals trieben hier vor allem deutsche Bergleute den Bergbau voran, 1549 wurde der Ort von den Türken erobert und besetzt, worunter die Bevölkerung stark zu leiden hatte. Die Bevölkerung war über die Jahrhunderte vor allem in der Landwirtschaft, der Viehzucht, mit der Herstellung von Grubenholz und der Köhlerei beschäftigt. Später entstanden im Ort auch zwei Papierfabriken (1773 und 1793), eine Brauerei (1785), ein Eisenhammer (1802) und eine Glasbläserei (1802). Seit 1908 besteht Anschluss an die heutige Bahnstrecke Lučenec–Utekáč, 1911 brannte die gesamte Ortschaft nieder.
Bis 1918 gehörte der Ort im Komitat Gemer und Kleinhont zum Königreich Ungarn, danach kam der Ort zur neu entstandenen Tschechoslowakei und ist seit 1993 ein Teil der heutigen Slowakei. 1993 wurde auch die nordwestlich liegende Gemeinde Utekáč selbstständig.

## Bevölkerung
| Jahr                | 1994 | 2004    | 2014    | 2024    |
| ------------------- | ---- | ------- | ------- | ------- |
| Anzahl der Personen | 3167 | 3118    | 2971    | 2703    |
| Unterschied         |      | −1,54 % | −4,71 % | −9,02 % |

| Jahr                | 2023 | 2024    |
| ------------------- | ---- | ------- |
| Anzahl der Personen | 2737 | 2703    |
| Unterschied         |      | −1,24 % |

## Sehenswürdigkeiten
- Renaissanceschloss von 1566 mit einem gotischen Turm, 1912 erweitert
- Gebäude der evangelischen Schule von 1569
- Katholische Kirche der Heiligen Peter und Paul von 1820
- Kapelle des Heiligen Johann Nepomuk von 1847
- Synagoge von 1900
- Klassizistisches Kastell aus dem 19. Jahrhundert

## Kokava Línia
Kokava Línia ist ein Erholungsgebiet, und auch Wintersportgebiet, an der Straße von Kokava nad Rimavicou nach Hriňová, auf knapp 800 Meter Höhe etwa 11 km westlich von Kokava nad Rimavicou gelegen. Es ist mit Bus sowie Expressbus erreichbar.

## Persönlichkeiten
- Michal Bakulíny (1819–1892), evangelischer Lehrer und Revolutionär